# OPmobility
OPmobility (anciennement connu sous le nom Plastic Omnium, jusqu'au 27 mars 2024) est un groupe industriel français, créé en 1946 par Pierre Burelle et contrôlé par la famille de ce dernier (Éliane Lemarié, Jean Burelle, Laurent Burelle, président-directeur général du groupe de 2001 à 2019).
En 2023, le groupe réalise un chiffre d'affaires de 11,4 milliards d'euros et compte 40 300 salariés dans le monde, répartis dans 152 usines et 40 centres de recherche et développement. Plastic Omnium est coté à la Bourse de Paris.
Plastic Omnium est membre de la Plateforme automobile et de l'association européenne des équipementiers automobiles, le CLEPA. Plastic Omnium est par ailleurs membre du Conseil de l'hydrogène.

## Historique

Logo de Plastic Omnium jusqu'en 2024

Les origines de Plastic Omnium telle qu'elle est connue actuellement remontent à 1875 avec la création de l’Union mutuelle des propriétaires lyonnais (UMDP), dirigée par Pierre-Louis dit Émile Burelle de 1877 à sa mort en 1926. Son fils, Charles Burelle, diplômé de l'École centrale de Lyon, lui succéda à ce poste jusqu'à sa mort en 1963. Cette société, spécialisée dans l'assainissement, fusionna avec Plastic Omnium en 1965, et est à l'origine de leur activité de conteneurs à ordures ménagères et de services aux collectivités locales (cédée en 2018). 
La compagnie Plastic Omnium voit le jour le 15 avril 1946 à Paris. Elle est créée par Pierre Burelle, petit-fils de Pierre-Émile Burelle, qui installe son premier atelier dans une cave au 33 rue du Louvre à Paris. Si l’activité du groupe est au départ diversifiée, elle est constituée autour du rôle croissant des matières plastiques dans les industries mécaniques. L’automobile devient vite un débouché majeur.
Après une première usine ouverte à Langres en 1963, le groupe s’internationalise : la première usine hors de France voit le jour en 1968 à Valence en Espagne. Moins de dix ans plus tard, en 1977, le groupe s’implante aux États-Unis dans le Massachusetts. En 1989, le groupe ouvre sa première usine en Asie, à Singapour. En 1997, il s’installe au Mexique et en 2001 au Brésil. En 2007, Plastic Omnium s’implante en Chine.
Elle acquiert l’UMDP, en 1965, puis Landry et Techni-Plaste Industrie en 1986. Ces acquisitions lui permettent d’élargir ses activités aux réservoirs à carburant. Elle acquiert Reydel Industries, spécialisée dans l'intérieur du véhicule en 1995, dont l’activité sera revendue quatre ans plus tard à Visteon.  
En 2007, Plastic Omnium rachète pour 142 millions d'euros le groupe allemand Sulo (de), entreprise de fabrication et commercialisation d'équipements de collecte des déchets. 
Entre 2008 et 2018, l'entreprise diminue de 34 % le nombre de ses salariés en France afin de délocaliser à l'étranger une part croissante de son activité. 
En 2010, Plastic Omnium rachète la part du groupe Solvay dans Inergy[source secondaire souhaitée], la joint-venture constituée avec ce dernier en 2000. 
En décembre 2015, le groupe acquiert, l'activité de pare-chocs du groupe Faurecia. Cette acquisition est devenue effective en juillet 2016, à la suite de l’approbation de la Commission européenne.
En juin 2018, le groupe prend le contrôle à 66,66 % du leader mondial des modules bloc avant automobile, HBPO.
En 2018, le bonus de Laurent Burelle s'élève à près de 5 millions d'euros, un montant jugé élevé pour une entreprise absente du CAC 40, en plus d'une rémunération fixe annuelle de 90 000 euros.
En décembre 2018, Plastic Omnium se retire de la fabrication de conteneurs à ordures ménagères et du service aux collectivités locales en cédant sa filiale Plastic Omnium Environnement pour 220 millions d'euros au consortium Latour Capital et Bpifrance (Banque publique d'investissement).

Logo de Sulo, une filiale du groupe

Au 1er janvier 2020, un changement de gouvernance s'est opéré : Laurent Burelle a cédé les fonctions de directeur général à Laurent Favre, tout en conservant la fonction de président du groupe Plastic Omnium,.
En mars 2020, en pleine pandémie de Covid-19, alors que Plastic Omnium avait initialement indiqué que ses dirigeants réduiraient leur salaire pour participer à l'effort commun, Laurent Burelle décide de recourir massivement au dispositif de chômage partiel payé par l’État, et de convertir les salaires non-payés (une trentaine de millions d'euros) en primes pour ses actionnaires, c'est-à-dire essentiellement lui-même et sa famille, déclenchant l'indignation.
En mars 2022, Plastic Omnium annonce collaborer avec le fabricant français de cellules de batteries haute performance bas carbone Verkor, en investissant 20 millions d'euros dans cette société. Verkor, qui compte aussi parmi ses actionnaires Renault, Schneider Electric et Capgemini, conçoit et fabrique des batteries pour l'automobile et le stockage d'énergie intermittente.
En mars 2022, Plastic Omnium annonce l’acquisition de 100 % de la filiale allemande AMLS (Automotive Lighting Systems GmbH) d'AMS-Osram, pour une valeur d’entreprise de 65 millions d’euros, afin de se diversifier dans les dispositifs d'éclairage.
En juillet 2022, Plastic Omnium achète, pour environ 52,5 millions d'euros, les activités d'Actia Power dans la conception et la fabrication de batteries embarquées, d’électronique de puissance et de systèmes d’électrification destinés à la mobilité électrique des camions, bus, cars, trains et engins de chantier. Ceci permet à Plastic Omnium de diversifier ses activités et de développer sa division Clean Energy Systems (CES).
En avril 2023, la direction annonce ses chiffres du premier trimestre de l'année avec un chiffre d'affaires en hausse de + 35,6 % à 2,56 milliards d'euros. En parallèle, elle indique ouvrir une usine aux États-Unis.
Le 27 mars 2024, le groupe Plastic Omnium change de nom pour devenir OPmobility.

## Activité
Le groupe Plastic Omnium est organisé autour de deux métiers (qui réalisent 94 % du chiffre d'affaires) : les pièces et modules de carrosserie pour les constructeurs automobiles, en plastique ou en composite : réservoirs pour carburants fossiles, pare-chocs, ailes, modules blocs avant et arrière, poutres d’absorption des chocs et hayons[source insuffisante]. , D'autre part, Clean Energy Systems (auparavant Inergy Automotive Systems jusqu’au rachat par Plastic Omnium de la part détenue par Solvay dans cette société commune en 2010) conçoit, développe et fabrique des systèmes de carburant et de dépollution[source insuffisante].

## Effectifs et présence dans le monde
Au 1er janvier 2020, Plastic Omnium comptait 32 000 salariés et 131 usines répartis dans 26 pays dans le monde[source insuffisante].
Porté par les marchés d'Europe et d'Asie, en 2019 le chiffre d'affaires a été de 9,2 milliards d'euros et le bénéfice net de 258 millions d'euros[source secondaire souhaitée].
Fin 2023, le groupe compte 40 300 salariés dans le monde, 152 usines et 40 centres de R&D.

## Principaux concurrents
Plusieurs équipementiers automobiles entrent en concurrence. On peut citer, dans l'ordre décroissant de chiffre d'affaires : Bosch, Continental AG, Valéo, ThyssenKrupp AG, BASF.  D'autres entreprises rivalisent aussi avec Plastic Omnium sur des produits précis :
Pièces de carrosserie
- Flex-N-Gate (en)
- Samvardhana Motherson Peguform (SMP)
- Magna International

Systèmes de carburant
- Kautex Textron
- TI Automotive (en)
- YAPP Automotive Systems

## Conseil d'administration
Le conseil d'administration se compose de quinze membres, dont six sont indépendants et n'entretiennent avec la société, son groupe ou sa direction, aucune relation risquant de compromettre leur liberté de jugement. 
Par décision de l’Assemblée générale du 16 mai 2002, la Compagnie Plastic Omnium a choisi de cumuler les fonctions de président et de directeur général. La fonction de président-directeur général est assurée par Laurent Burelle entre le 1er juillet 2001 et le 31 décembre 2019.

## Données financières
| Années               | 2009  | 2010  | 2011  | 2012  | 2013  | 2014  | 2015  | 2016  | 2017  | 2018  | 2019  | ... | 2023   |
| -------------------- | ----- | ----- | ----- | ----- | ----- | ----- | ----- | ----- | ----- | ----- | ----- | --- | ------ |
| Chiffre d'affaires   | 2 459 | 3 250 | 4 220 | 4 806 | 5 125 | 5 314 | 5 982 | 6 936 | 8 001 | 8 244 | 9 183 |     | 11 400 |
| Marge opérationnelle | 102   | 227   | 297   | 335   | 395   | 431   | 470   | 558   | 641   | 610   | 511   |     | 395    |
| Résultat net         | 31    | 150   | 171   | 181   | 208   | 237   | 258   | 312   | 425   | 553   | 258   |     |        |
| Capitaux propres     | 440   | 618   | 739   | 830   | 944   | 1 110 | 1 287 | 1 504 | 1 754 | 2 094 | 2 309 |     |        |
| Endettement net      | 406   | 538   | 471   | 390   | 355   | 330   | 268   | 800   | 563   | 698   | 739   |     |        |

## Recherche
Plastic Omnium a ouvert deux centres de R&D ; près de Lyon (créé en 2003) et à Compiègne (2015), puis il a créé deux autres centres de R&D ; l'un à Bruxelles (actif depuis le 1er juillet 2019, ciblant le thème des réductions d'émissions, les énergies nouvelles, les piles à combustible et le stockage de l'hydrogène, avec 150 personnes attendues avant fin 2019) et l'autre à Wuhan, la capitale chinoise des technologies de l'hydrogène (inauguré le 18 juin 2019 avec un objectif de 200 personnes avant fin 2019 pour travailler sur les tests mécaniques et notamment de réservoirs à hydrogène sous haute pression). Ces centres travailleront sur trois thèmes : carburants, dépollution et énergies nouvelle (hydrogène notamment). Ces deux projets représentent un investissement total de 100 millions d'euros environ, selon un communiqué.

## Logo
Il a été conçu par Raymond Loewy. En 1966, Pierre Burelle confie à celui qui sera désigné par le Times comme le « père du design industriel » la mission de lui dessiner un logo pour son entreprise, fabriquant alors des pare-chocs et autres produits automobiles dans le but de les alléger et de les rendre accessibles au plus grand nombre. Ce logo est inchangé depuis.

## Activité de lobbying
Pour l'année 2017, Plastic Omnium déclare à la Haute Autorité pour la transparence de la vie publique exercer des activités de lobbying en France pour un montant qui n'excède pas 75 000 euros.